# Metepedanulus sarasinorum
Metepedanulus sarasinorum – gatunek kosarza z podrzędu Laniatores i rodziny Epedanidae.

## Występowanie
Gatunek endemiczny dla wyspy Celebes.